# Лай, @!
«Лай, @!» — восьмой студийный альбом российской певицы Линды. Релиз состоялся 12 ноября 2013 года на сервисе Яндекс.Музыка, а также в iTunes Store и на физическом носителе. Презентация прошла 13 ноября в Санкт-Петербурге. 9 декабря 2014 года состоялся релиз альбома «Лай, @!» (Deluxe version) в iTunes Store, в который вошли два новых трека — не издававшаяся ранее песня «Руки мои» в новой версии и сингл «Добрая песня», записанный в дуэте с Глебом Самойловым, а также клип на песню «Повесь меня».
Запись альбома проходила на студии в Греции. Одними из первых песен, написанных для альбома, стали «Лай, собака!» и «Они так». Песня «Прямо в Рай!» написана на основе стихотворения «Куда уходят все» авторства поклонника Линды, который прислал его певице и разрешил менять как угодно.

## Список композиций
| №                   | Название                 | Текст песни          | Музыка              | Длительность |
| ------------------- | ------------------------ | -------------------- | ------------------- | ------------ |
| 1.                  | «Они так»                | Линда                | Линда               | 3:49         |
| 2.                  | «Повесь меня»            | Линда                | Стефанос Корколис   | 3:34         |
| 3.                  | «Интеллектуальная шлюха» | Линда                | Линда               | 3:23         |
| 4.                  | «Мозговые помехи»        | Линда                | Линда               | 3:42         |
| 5.                  | «Прямо в Рай!»           | Артур Ароян, Линда   | С. Корколис         | 4:28         |
| 6.                  | «Отказ»                  | Марина Цветаева      | Линда               | 3:12         |
| 7.                  | «Лай, собака!»           | Линда                | Линда               | 2:57         |
| 8.                  | «Крик»                   | Линда                | Линда               | 3:43         |
| 9.                  | «Паранойя»               | Линда                | Линда               | 3:25         |
| 10.                 | «Черновики»              | Анна Ахматова, Линда | Линда               | 3:27         |
| Общая длительность: | Общая длительность:      | Общая длительность:  | Общая длительность: | 35:38        |

| №                   | Название                                                            | Текст песни         | Музыка              | Длительность |
| ------------------- | ------------------------------------------------------------------- | ------------------- | ------------------- | ------------ |
| 11.                 | «Они так (remix)»                                                   | Линда               | Линда               | 3:22         |
| 12.                 | «Мышеловка» (содержит скрытый инструментальный трек «Hidden track») | Линда               | Линда               | 7:01         |
| Общая длительность: | Общая длительность:                                                 | Общая длительность: | Общая длительность: | 46:01        |

| №                   | Название                                                            | Текст песни         | Музыка              | Длительность |
| ------------------- | ------------------------------------------------------------------- | ------------------- | ------------------- | ------------ |
| 11.                 | «Они так (remix)»                                                   | Линда               | Линда               | 3:22         |
| 12.                 | «Мышеловка» (содержит скрытый инструментальный трек «Hidden track») | Линда               | Линда               | 7:01         |
| 13.                 | «Добрая песня» (feat. Глеб Самойлов)                                | Г. Самойлов         | Г. Самойлов         | 3:26         |
| 14.                 | «Руки мои»                                                          |                     |                     | 4:04         |
| Общая длительность: | Общая длительность:                                                 | Общая длительность: | Общая длительность: | 53:31        |

| №  | Название                                   | Длительность |
| -- | ------------------------------------------ | ------------ |
| 1. | «Повесь меня» (реж. Валерия Гай Германика) | 3:35         |

## Видеоклипы
Ещё до выхода альбома был снят клип на песню «Лай, собака!». Его премьера состоялась 26 августа 2013 года.
Следующим вышел концертный клип «Паранойя», снятый во время презентации альбома.
Также было запланировано снять клип на песню «Повесь меня» при участии режиссёра Валерии Гай Германики. Для этого запустили сбор средств на платформе Planeta.ru. Требуемая сумма не была собрана, и деньги были возвращены акционерам. Но работа над клипом не прекратилась, и он вышел 16 сентября 2014 года.
Песня «Повесь меня» писалась на одном дыхании. В своей жизни мы часто переживаем много диких страстей, упиваемся ими и настолько поглощены эмоциями, что ходим как раненые звери. Дикие, загнанные своими же собственными страхами и условностями. Не живые, и не мертвые. Просто ничего не чувствуем. А потом раз — и какой-то импульс вдруг пробуждает тебя. И начинаешь видеть, в каком диком танце ты закружился с этим миром. Хочется встряхнуться. Выйти из круговорота, хаоса,страданий. Хочется жизни.Линда
31 декабря был представлен совместный с группой «The Matrixx» клип на «Добрую песню», снятый режиссёром Дмитрием Звягиным. Как пояснили на сайте Линды, «история клипа говорит о зеркальности личностей» и показывает «перерождение в настоящих Я — непредсказуемых и открытых».

## Участники записи
- Линда — вокал, бэк-вокал
- Стефанос Корколис — клавишные (треки 2, 5), аранжировка
- Костас Пиренис — гитара, аранжировка
- Dr Bell — клавишные, аранжировка, сведение
- Джон Грегориу — электрическая бас-гитара (трек 7), акустическая бас-гитара (трек 11)
- Акис Мисиртис — акустическая гитара (трек 11), ударные (трек 7)
- Илиас Лаккас — запись, сведение
- Константин Ярский — фото
- Глеб Самойлов — вокал, гитара, бас-гитара и клавишные (трек 13)